# Waldemar Hansen
Waldemar Christian Hansen född 22 november 1869 i Søllerød, död 1930, var en dansk skådespelare och manusförfattare.

## Filmografi (urval)
- 1914 - Under skæbnens hjul
- 1913 - Chatollets hemmelighed
- 1913 - Frøken Anna - og Anna Enepige
- 1911 - Det bødes der for
- 1911 - Den sorte hætte

## Filmmanus
- 1912 – Komtessan Charlotte